# Stylianos Venetidis
Stylianos Venetidis (griechisch Στέλιος Βενετίδης, * 19. November 1976 in Orestiada) ist ein ehemaliger griechischer Fußballspieler.

## Karriere

### Verein
Venetidis spielte während seiner 18-jährigen Laufbahn nur in Griechenland. Nach Stationen bei Orestiadas und Xanthi wechselte er im Sommer 1999 zu PAOK Thessaloniki. 2001 wurde er mit Saloniki Pokalsieger. Im Sommer desselben Jahres wechselte er zu Olympiakos Piräus. Er spielte von 2001 bis 2006 bei Piräus. In dieser Zeit gewann er vier Meisterschaften und feierte zwei Pokalsiege. Zur Saison 2006/07 wechselte Venetidis zu AE Larisa. Bei seinem Heimatclub spielte er sechs Jahre, woraufhin er 2012 seine Karriere beendete. 2007 wurde er nochmal Pokalsieger, er Stieg mit Larisa in der Saison 2010/11 ab. Somit spielte er seine letzte Spielzeit 2011/12 in Liga 2.

### Nationalmannschaft
Sein Debüt für Griechenland gab er am 20. August 1999, beim 3:0-Erfolg über El Salvador. Er gehörte zum Kader für die Fußball-Europameisterschaft 2004, wo er mit Griechenland Europameister wurde. Beim Turnier bestritt er vier Spiele, im Finale gegen Portugal wurde Venetidis in der 76. Minute für Stelios Giannakopoulos eingewechselt. Sein letztes Länderspiel bestritt er am 18. August 2004 beim 0:0 gegen Tschechien.

## Erfolge
- Griechischer Meister (4): 2002, 2003, 2005 und 2006
- Griechischer Pokalsieger (4): 2001, 2005, 2006 und 2007
- Griechischer Superpokal: 2. Platz (2007)
- Europameister 2004